# ROMANTIQUE (トリビュート・アルバム)
『ROMANTIQUE』（ロマンティーク）は、松田聖子の楽曲のトリビュート・アルバム。1991年12月21日発売。発売元はSony Records。規格品番：SRCL-2296。

## 解説
松田聖子の曲をさまざまな洋楽アーティストがカバーしたアルバム。

## 収録曲

### Disc 1
1. HOLD ME (sing by Kim Carnes)
アルバム『Citron』収録の「抱いて…」
2. RED SWEET PEA (sing by Patti Austin)
シングル「赤いスイートピー」タイトル曲
3. GLASS APPLE (sing by Deniece Williams)
シングル「ガラスの林檎/SWEET MEMORIES」1曲目
4. PALE BLUE PHOTOGRAPH (sing by Nicolette Larson)
シングル「瞳はダイアモンド/蒼いフォトグラフ」2曲目
5. THE WISH YOU MADE (sing by Catte Adams)
シングル「小麦色のマーメイド」タイトル曲
6. WITH THESE OPEN ARMS (sing by Katrina Perkins)
シングル「Rock'n Rouge」カップリングの「ボン・ボヤージュ」
7. DIAMOND EYES (sing by Deniece Williams)
シングル「瞳はダイアモンド/蒼いフォトグラフ」1曲目
8. HEARTACHES COME AND GO (sing by Catte Adams)
シングル「ハートのイアリング」タイトル曲
9. SWEET MEMORIES (sing by Nicolette Larson)
シングル「ガラスの林檎/SWEET MEMORIES」2曲目
10. LOVE AND GLORY (sing by Patti Austin)
アルバム『SUPREME』収録の「時間旅行」

## 関連作品
- SEIKO BALLADS 〜SWEET MEMORIES〜
- Jewel Songs 〜Seiko Matsuda Tribute & Covers〜